# کلیر (میشیگان)
کلیر، میشیگان (به انگلیسی: Clare, Michigan) یک شهر در ایالات متحده آمریکا با جمعیت ۳٬۱۱۸ نفر است که در میشیگان واقع شده‌است.

## موقعیت جغرافیایی
موقعیت جغرافیایی شهرها و مناطق اطراف به شرح زیر است: